# En läkares ansvar
En läkares ansvar (originaltitel: Green Light) är en amerikansk film från 1937. Den regisserades av Frank Borzage och huvudrollen som kirurgen Dr. Newell Page spelades av Errol Flynn. Filmen är baserad på en roman av Lloyd C. Douglas, på svenska utgiven med titeln Ödesdigert misstag.

## Rollista
| Errol Flynn        | – Dr. Newell Paige |
| Anita Louise       | – Phyllis Dexter   |
| Margaret Lindsay   | – Frances Ogilvie  |
| Cedric Hardwicke   | – Dean Harcourt    |
| Walter Abel        | – John Stafford    |
| Henry O'Neill      | – Dr. Endicott     |
| Spring Byington    | – Mrs. Dexter      |
| Erin O'Brien-Moore | – Pat Arlen        |
| Henry Kolker       | – Dr. Lane         |
| Pierre Watkin      | – Dr. Booth        |
| Granville Bates    | – Sheriff          |